# Platypus (gruppo musicale)
I Platypus sono stati un supergruppo musicale rock progressivo statunitense, formatosi a New York nel 1996.

## Storia

### La nascita
il progetto Platypus è stato concepito dal bassista dei Dream Theater John Myung e dal loro tastierista Derek Sherinian come uno sbocco creativo, in cui potessero essere sviluppate idee che non  fossero conformi alla storia musicale della band.
Insieme al chitarrista Ty Tabor dei King's X (che ha anche cantato come voce solista) e al batterista Rod Morgenstein dei Dixie Dregs, hanno pubblicato due album tra il 1998 e il 2000.

### Lo scioglimento e la nascita dei The Jelly Jam
L'eredità dei Platypus  è stata raccolta dai The Jelly Jam – un progetto formato nel 2001 composto da tre quarti dei Platypus: Myung, Morgenstein e Tabor. La loro attività discografica inizia nel 2002.

## Stile
Il suono della musica di Platypus può essere descritto come una sorta di rock progressivo moderno, guidato dalla tastiera, mescolato con influenze della scena progressive degli anni '70, con armonie vocali e lunghi pezzi strumentali.

## Formazione
- Ty Tabor – voce, chitarra
- Derek Sherinian - tastiera
- John Myung – basso
- Rod Morgenstein – batteria, percussioni

## Discografia
- 1998 – When Pus Comes to Shove
- 2000 – Ice Cycles